# Digonogastra
Digonogastra är ett släkte av steklar. Digonogastra ingår i familjen bracksteklar.

## Dottertaxa tillDigonogastra, i alfabetisk ordning[1]
- Digonogastra abancay
- Digonogastra abjecta
- Digonogastra acuticampa
- Digonogastra adornata
- Digonogastra affinis
- Digonogastra agrili
- Digonogastra agrorum
- Digonogastra albofasciata
- Digonogastra albonigra
- Digonogastra albopilosa
- Digonogastra amabilis
- Digonogastra amazonica
- Digonogastra ameghinoi
- Digonogastra apicalis
- Digonogastra apricans
- Digonogastra argentifrons
- Digonogastra arribalzagai
- Digonogastra aterrima
- Digonogastra atripectus
- Digonogastra atripennis
- Digonogastra augusta
- Digonogastra aureopilosa
- Digonogastra azteca
- Digonogastra basilaris
- Digonogastra basimacula
- Digonogastra beata
- Digonogastra biareata
- Digonogastra bicristata
- Digonogastra bicunea
- Digonogastra bicuneata
- Digonogastra bilimeki
- Digonogastra blanda
- Digonogastra boliviensis
- Digonogastra boutheryi
- Digonogastra brachyura
- Digonogastra braconia
- Digonogastra brethesii
- Digonogastra brevicapula
- Digonogastra brevicunea
- Digonogastra busckii
- Digonogastra cacica
- Digonogastra calderensis
- Digonogastra callida
- Digonogastra cameroni
- Digonogastra carapunae
- Digonogastra caridei
- Digonogastra caserensis
- Digonogastra castanea
- Digonogastra chacoensis
- Digonogastra chilensis
- Digonogastra chontalensis
- Digonogastra chubutina
- Digonogastra colluncura
- Digonogastra columbiana
- Digonogastra copelloi
- Digonogastra corralensis
- Digonogastra costata
- Digonogastra crenulata
- Digonogastra cruentata
- Digonogastra curticaudis
- Digonogastra cuyana
- Digonogastra debilis
- Digonogastra declarata
- Digonogastra deflagrator
- Digonogastra democrator
- Digonogastra digitata
- Digonogastra dispar
- Digonogastra disparata
- Digonogastra diversa
- Digonogastra dives
- Digonogastra divinator
- Digonogastra domina
- Digonogastra dubiosa
- Digonogastra duploareata
- Digonogastra ecuadorensis
- Digonogastra elegantula
- Digonogastra elongata
- Digonogastra epica
- Digonogastra eros
- Digonogastra erythrocephala
- Digonogastra erythrosoma
- Digonogastra excurata
- Digonogastra explorator
- Digonogastra falcator
- Digonogastra fenestratoria
- Digonogastra fera
- Digonogastra feronia
- Digonogastra flavicaligata
- Digonogastra flavicarpa
- Digonogastra floririna
- Digonogastra fluminensis
- Digonogastra fortis
- Digonogastra friburgensis
- Digonogastra fuscipalpis
- Digonogastra glyptomorpha
- Digonogastra godmani
- Digonogastra grandiceps
- Digonogastra gravida
- Digonogastra grenadensis
- Digonogastra guaruja
- Digonogastra guatemalensis
- Digonogastra hector
- Digonogastra hilaris
- Digonogastra hirtula
- Digonogastra holmbergii
- Digonogastra honesta
- Digonogastra honorata
- Digonogastra horni
- Digonogastra huebrichi
- Digonogastra humerosa
- Digonogastra humilis
- Digonogastra ignava
- Digonogastra inaequalis
- Digonogastra jaculans
- Digonogastra javaryensis
- Digonogastra jujuyensis
- Digonogastra kimballi
- Digonogastra lacteifasciata
- Digonogastra laetabilis
- Digonogastra laevigata
- Digonogastra laevis
- Digonogastra lancearia
- Digonogastra lata
- Digonogastra latecrenulata
- Digonogastra latefasciata
- Digonogastra laticampa
- Digonogastra laticunea
- Digonogastra limitata
- Digonogastra longicapula
- Digonogastra longula
- Digonogastra lustrator
- Digonogastra lynchii
- Digonogastra macella
- Digonogastra mathewi
- Digonogastra mediofusca
- Digonogastra melanoderes
- Digonogastra melanopyga
- Digonogastra mendozana
- Digonogastra mercedesiensis
- Digonogastra meridensis
- Digonogastra molesta
- Digonogastra mystica
- Digonogastra nebulosa
- Digonogastra nemorivaga
- Digonogastra nephele
- Digonogastra nigripalpis
- Digonogastra nigripectus
- Digonogastra nigriscapus
- Digonogastra obscurilineata
- Digonogastra obtusicampus
- Digonogastra occidentalis
- Digonogastra ochripes
- Digonogastra oeceticola
- Digonogastra pacifica
- Digonogastra pacta
- Digonogastra pagana
- Digonogastra pamparum
- Digonogastra paraguayensis
- Digonogastra paranensis
- Digonogastra parasitica
- Digonogastra pebasiana
- Digonogastra pedator
- Digonogastra penniseta
- Digonogastra peregrina
- Digonogastra perforator
- Digonogastra peronata
- Digonogastra persecutor
- Digonogastra persimilis
- Digonogastra persimilotriplus
- Digonogastra pertinax
- Digonogastra piliventris
- Digonogastra pilosella
- Digonogastra pilosula
- Digonogastra platensis
- Digonogastra plebeja
- Digonogastra pocitensis
- Digonogastra posthumus
- Digonogastra postpropinqua
- Digonogastra postulator
- Digonogastra praecellens
- Digonogastra proxima
- Digonogastra pseudovipio
- Digonogastra puber
- Digonogastra puberula
- Digonogastra puberuloides
- Digonogastra pubescens
- Digonogastra pudens
- Digonogastra pugillator
- Digonogastra pulchripes
- Digonogastra pumicata
- Digonogastra punctulata
- Digonogastra querandi
- Digonogastra quichua
- Digonogastra rectivena
- Digonogastra reduvioides
- Digonogastra repentina
- Digonogastra rex
- Digonogastra rimac
- Digonogastra rixosa
- Digonogastra rubriceps
- Digonogastra rufiscapus
- Digonogastra rufoplagiata
- Digonogastra rugulosa
- Digonogastra saccharalis
- Digonogastra saltensis
- Digonogastra salvini
- Digonogastra schrottkyi
- Digonogastra schrottkyii
- Digonogastra scita
- Digonogastra scitula
- Digonogastra secutor
- Digonogastra semialba
- Digonogastra semiflava
- Digonogastra sicuaniensis
- Digonogastra sigillata
- Digonogastra similaris
- Digonogastra similata
- Digonogastra simillima
- Digonogastra solitaria
- Digonogastra sonorensis
- Digonogastra speculata
- Digonogastra spegazzinii
- Digonogastra starksi
- Digonogastra striata
- Digonogastra striatula
- Digonogastra suavolus
- Digonogastra subpartita
- Digonogastra surinamensis
- Digonogastra tacitutus
- Digonogastra terebrator
- Digonogastra teres
- Digonogastra testaceator
- Digonogastra testaceipalpis
- Digonogastra tobarum
- Digonogastra tornowii
- Digonogastra trailii
- Digonogastra transversalis
- Digonogastra triangulator
- Digonogastra trinidadensis
- Digonogastra tripartita
- Digonogastra tristis
- Digonogastra trochanterata
- Digonogastra tuberculata
- Digonogastra tucumana
- Digonogastra tuyupareensis
- Digonogastra ultor
- Digonogastra vagabunda
- Digonogastra variicolor
- Digonogastra variipennis
- Digonogastra watertoni
- Digonogastra ventralis
- Digonogastra versicolor
- Digonogastra weyenbergii
- Digonogastra victor
- Digonogastra wolcottii
- Digonogastra xanthostigma
- Digonogastra zaglyptogastra
- Digonogastra zapotensis